# Chi Hồng quang
Chi Hồng quang (danh pháp khoa học: Rhodoleia) là một chi thực vật trong họ Hamamelidaceae.

## Hình ảnh

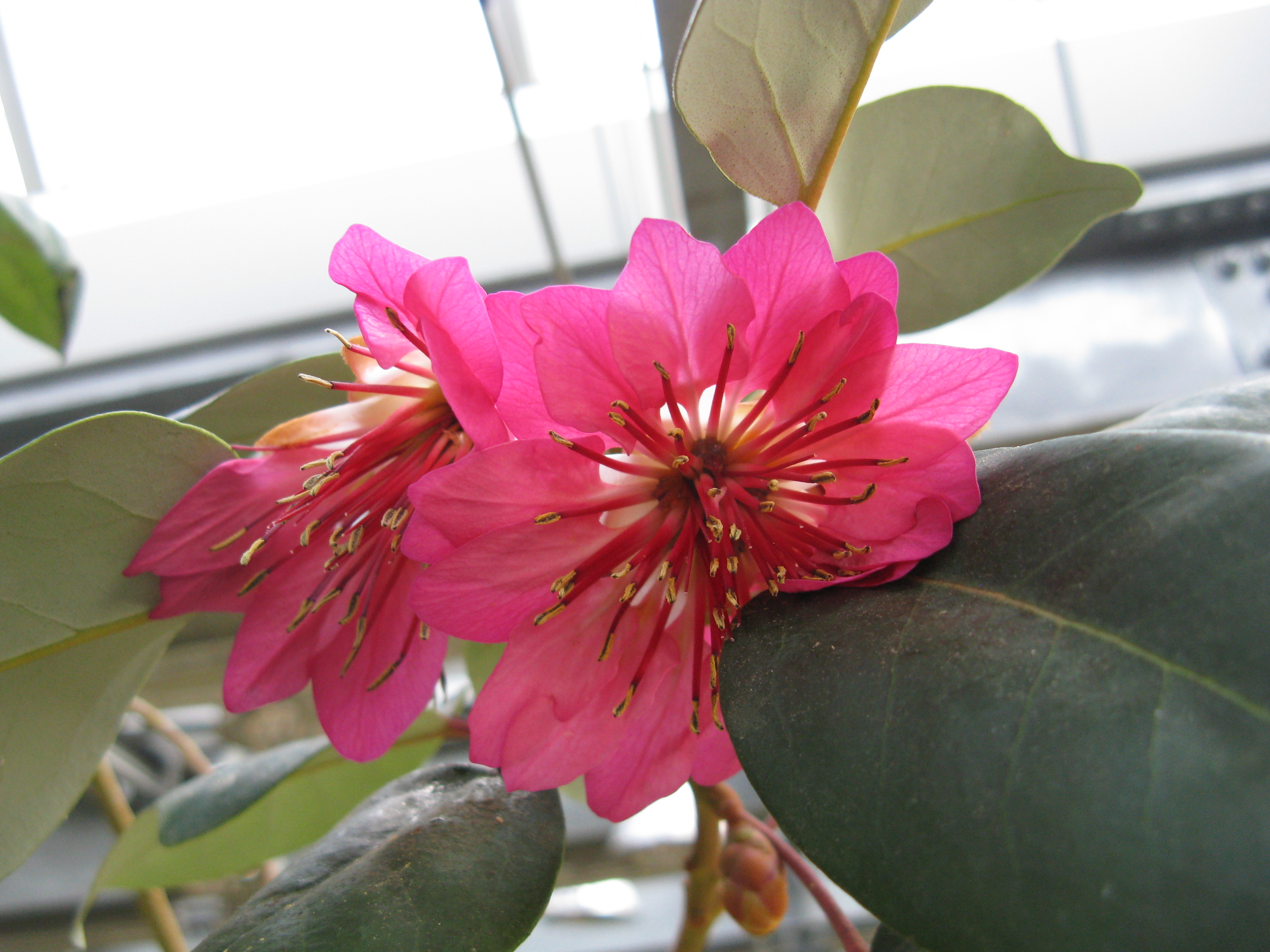

## Các loài
- Rhodoleia championii: Hồng quang
- Rhodoleia henryi
- Rhodoleia macrocarpa
- Rhodoleia stenopetala